# Nectria septospora
Nectria septospora är en svampart som beskrevs av Samuels & Brayford 1993. Nectria septospora ingår i släktet Nectria och familjen Nectriaceae.   Inga underarter finns listade i Catalogue of Life.